# Maria Gevaert
Maria Alfonsina Verlackt-Gevaert geboren als Maria Gevaert (Oosterweel, 19 januari 1916 - 11 juni 1983) was een Belgisch politica voor de CVP.

## Levensloop
Verlackt-Gevaert werd beroepshalve onderwijzeres. Van 1932 tot 1936 was ze leidster en vervolgens van 1936 tot 1946 nationaal vrijgestelde bij de VKAJ. Daarna was ze actief bij de Kristelijke Arbeiders Vrouwengilde (KAV), waar ze van 1946 tot 1951 werkte als nationaal vrijgestelde, van 1951 tot 1961 als nationaal ondervoorzitter en van 1956 tot 1961 arrondissementeel voorzitter van de KAV-afdeling van het arrondissement Antwerpen. Eveneens was ze actief binnen het ACW, waarvan ze van 1960 tot 1967 nationaal ondervoorzitter was.
Via het ACW en het KAV verzeilde ze in de CVP en zetelde van 1961 tot 1976 voor deze partij namens het arrondissement Antwerpen in de Kamer van volksvertegenwoordigers, waar ze van 1965 tot 1974 secretaris van de CVP-fractie was. In de periode december 1971-april 1976 had ze als gevolg van het toen bestaande dubbelmandaat ook zitting in de Cultuurraad voor de Nederlandse Cultuurgemeenschap, die op 7 december 1971 werd geïnstalleerd en de verre voorloper is van het Vlaams Parlement. In 1976 verliet ze de nationale politiek.
Bovendien was ze van januari tot oktober 1973 Staatssecretaris voor het Gezin in de Regering-Leburton.
Maria Verlackt-Gevaert was gehuwd met CVP-politicus Albert Verlackt, die van 1946 tot aan zijn dood in 1958 CVP-volksvertegenwoordiger was in het arrondissement Antwerpen. Met hem kreeg ze vier kinderen. Ze was ook de grootmoeder van actrice Tine Embrechts.